# Skoki do wody na Światowych Wojskowych Igrzyskach Sportowych 2019
Skoki do wody na Światowych Wojskowych Igrzyskach Sportowych 2019 rozgrywany był w dniach 24-27 października 2019 w chińskim Wuhanie podczas igrzysk wojskowych. Zawody zostały rozegrane na obiekcie Wuhan Sports Center Natatorium.

## Harmonogram
| Październik   | 20 | 24 | 25 | 26 | 27 |
| ------------- | -- | -- | -- | -- | -- |
| Skoki do wody |    | 3  | 3  | 4  | 2  |

| F | Finał (ilość) |

## Konkurencje
Mężczyźni
- Skoki z trampoliny: 1 m, 3 m oraz z 3 m synchronicznie. Wieża 10 m indywidualnie oraz synchronicznie. Drużynowo.

Kobiety
- Skoki z trampoliny: 1 m, 3 m oraz z 3 m synchronicznie. Wieża 10 m indywidualnie oraz synchronicznie. Drużynowo.

### Mężczyźni
| Konkurencja                   | Złoto                                                                                           | Rezultat | Srebro                                                                 | Rezultat | Brąz                                        | Rezultat |
| Trampolina 1 m indywidualnie  | Wang Zongyuan                                                                                   | 468,15   | Ma Depeng                                                              | 452,35   | Oleh Kolodij                                | 399,85   |
| Trampolina 3 m indywidualnie  | Xie Siyi                                                                                        | 556,75   | Wang Zongyuan                                                          | 502,90   | Jurj Naurozau                               | 381,80   |
| Trampolina 3 m synchronicznie | Chiny · Wang Zongyuan · Xie Siyi                                                                | 472.20   | Ukraina · Oleh Kolodij · Oleksandr Horsczkowozow                       | 387,09   | Włochy · Tommaso Rinaldi · Gabrile Auber    | 364,74   |
| Wieża 10 m indywidualnie      | Lian Junjie                                                                                     | 516,45   | Yuan Song                                                              | 420,00   | Aleksandr Bondar                            | 409,75   |
| Wieża 10 m synchronicznie     | Lian Junjie Yang Hao                                                                            | 454.26   | Lou Massenberg Timo Barthel                                            | 379.53   | Aleksandr Bondar Siergiej Nazin             | 378.54   |
| Drużynowo                     | Chiny · Yuan Song · Xie Siyi · Yang Hao · Peng Jianfeng · Wang Zongyuan · Ma Depeng · Ma Depeng |          | Niemcy · Timo Barthel · Nico Herzog · Lou Massenberg · Frithjof Seidel |          | Brazylia · Isaac Souza · Jackson Rondinelli |          |

### Kobiety
| Konkurencja                   | Złoto                                                                                       | Rezultat | Srebro                                                                   | Rezultat | Brąz                                                              | Rezultat |
| Trampolina 1 m indywidualnie  | Huang Xiaohui                                                                               | 305,70   | Chang Yani                                                               | 303,30   | Kristina Iljinych                                                 | 298,80   |
| Trampolina 3 m indywidualnie  | Huang Xiaohui                                                                               | 356,40   | Wei Ying                                                                 | 351,85   | Kristina Iljinych                                                 | 327,95   |
| Trampolina 3 m synchronicznie | Chiny · Wei Ying · Huang Xiaohui                                                            | 322,50   | Rosja · Kristina Iljinych · Iuliia Timoshinina                           | 256,71   | Niemcy · Jana Lisa Rother · Saskia Oettinghaus                    | 256,14   |
| Wieża 10 m indywidualnie      | Si Yajie                                                                                    | 408,65   | Lin Shan                                                                 | 405,05   | Kim Mi-rae                                                        | 334,20   |
| Wieża 10 m synchronicznie     | Kim Mi-hwa Kim Mi-rae                                                                       | 347,94   | Anna Chuinyshena Iuliia Timoszinina                                      | 256,41   | Tammy Galera Giovanna Pedroso                                     | 227,40   |
| Drużynowo                     | Chiny · Huang Xiaohui · Wei Ying · Si Yajie · Yu Ouyang · Hu Jiahan · Hu Jiahan · Hu Jiahan |          | Brazylia · Giovanna Pedroso · Tammy Galera · Luana Lira · Juliana Veloso |          | Rosja · Iuliia Timoshinina · Anna Czuinyszena · Kristina Iljinych |          |

## Klasyfikacja medalowa
* Gospodarz zawodów został zaznaczony tym kolorem.
| Miejsce           | Reprezentacja     | Złoto | Srebro | Brąz | Razem |
| ----------------- | ----------------- | ----- | ------ | ---- | ----- |
| 1                 | Chiny *           | 11    | 6      | 0    | 17    |
| 2                 | Korea Północna    | 1     | 0      | 1    | 2     |
| 3                 | Rosja             | 0     | 2      | 5    | 7     |
| 4                 | Niemcy            | 0     | 2      | 1    | 3     |
| 5                 | Brazylia          | 0     | 1      | 2    | 3     |
| 6                 | Ukraina           | 0     | 1      | 1    | 2     |
| 7                 | Białoruś          | 0     | 0      | 1    | 1     |
| 7                 | Włochy            | 0     | 0      | 1    | 1     |
| Ogółem (8 państw) | Ogółem (8 państw) | 12    | 12     | 12   | 36    |

Źródło